# ルイテン168-9 b
ルイテン168-9 b（TOI-134 b）とは、恒星ルイテン168-9（TOI-134）の周りを公転する太陽系外惑星である。

## 概要
この惑星は、2020年にTESSによって発見された太陽系外惑星で、M型の恒星であるルイテン168-9を公転している。温度が高い地球型惑星（スーパーアース）。質量は地球の4.6倍、公転周期は1.4日である。

## 名称
2022年、ジェイムズ・ウェッブ宇宙望遠鏡の優先観測目標候補となっている太陽系外惑星のうち、20の惑星とその親星を公募により命名する「太陽系外惑星命名キャンペーン2022（NameExoWorlds 2022）」において、L 168-9とL 168-9 bは命名対象の惑星系の1つとなった。このキャンペーンは、国際天文学連合（IAU）が「持続可能な発展のための国際基礎科学年（IYBSSD2022）」の参加機関の一つであることから企画されたものである。2023年6月、IAUから最終結果が公表され、L 168-9はDanfeng、L 168-9 bはQingluanと命名された。Danfeng（丹鳳、簡体字: 丹凤）は赤い鳳凰のことで、古代中国の伝説で幸運を象徴する霊鳥である。Qingluan（青鸞、簡体字: 青鸾）は、『山海経』に登場し、妖の乗りものとされる青い霊鳥で、愛の声を伝える使者としても知られる。